# دونشاه (ميانكوه)
دونشاه (بالفارسية: دونشاه) هي قرية تقع في إيران في خراسان رضوي. يقدر عدد سكانها بـ 36 نسمة بحسب إحصاء 2016.